# نوكيا 2220

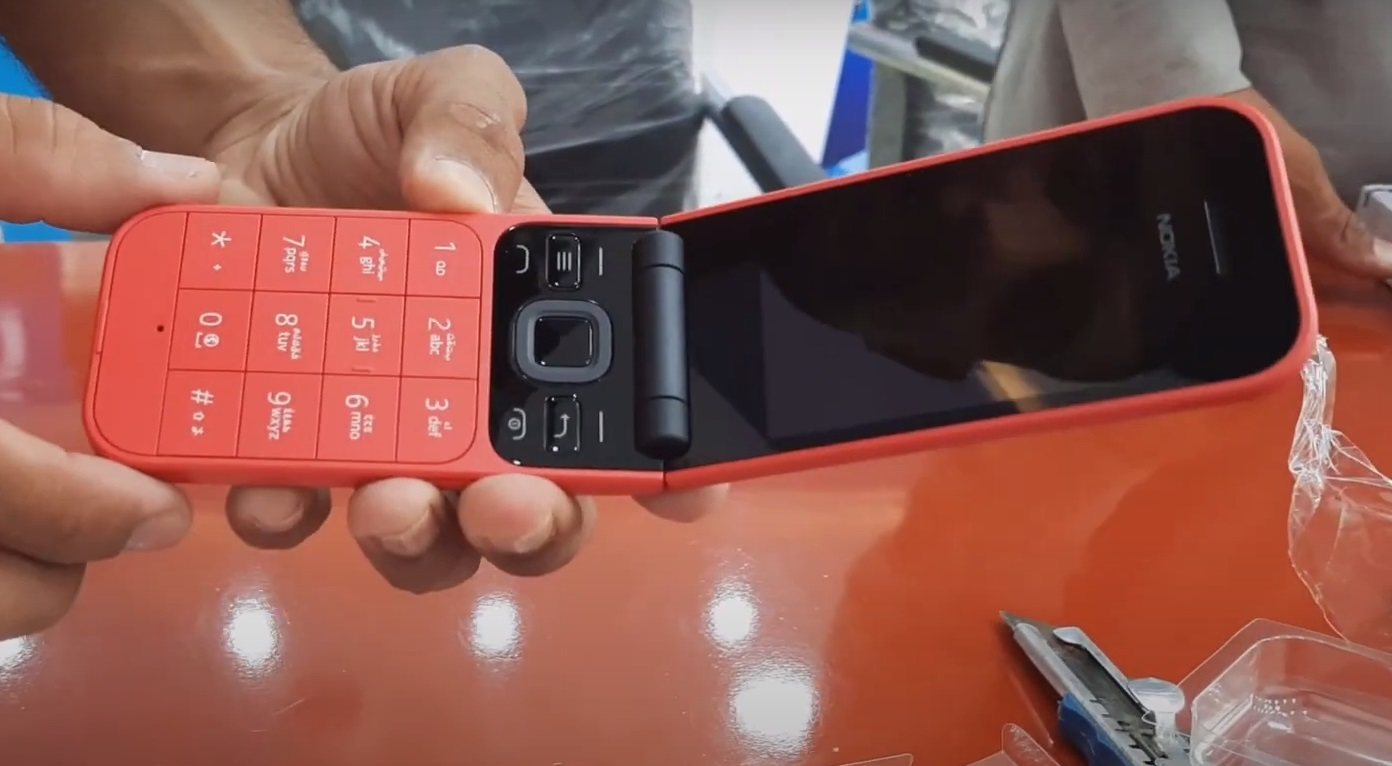
نوكيا 2220 هو أحد أجهزة نوكيا، شركة الهواتف والتقنية النقالة. يأتي هذا الجهاز مع شاشة نوعها 84 * 48 ذو لون واحد

نوكيا 2220 هو أحد أجهزة نوكيا، شركة الهواتف والتقنية النقالة. يأتي هذا الجهاز مع شاشة نوعها 84 * 48 ذو لون واحد (مونوكروم). تم إصدار هذا الجهاز في 2003. أما بالنسبة لوضعية إنتاجه الحالية فلم يعد يتم إنتاجه. تقنيته/تردده هي TDMA/AMPS. جيل الجهاز هو DCT4. عامل الشكل (التصميم) للجهاز هو "قطعة حلوى.